# Tarcízio Pimenta
Tarcízio Suzart Pimenta Júnior (Feira de Santana, 14 de julho de 1955) é um médico e político brasileiro. Foi eleito prefeito de Feira de Santana em 2008, com apoio de José Ronaldo, prefeito da cidade por dois mandatos consecutivos.

## Biografia
Graduado em Medicina pela Universidade Federal da Bahia, foi seguidor do grupo carlista do senador Antonio Carlos Magalhães dos Democratas, e tem grande influência em Feira de Santana. Foi filiado ao PMDB, PSB, PTB, PFL e DEM.
Foi vereador de sua cidade natal entre 1993 e 1994 e deputado estadual pela Bahia entre 1995 a 2007, quatro mandatos consecutivos, até quando em 5 de outubro de 2008 foi eleito prefeito de Feira de Santana com 54,14% dos votos. Tentando reeleição para 2012, após rompimento de parceria com o Prefeito anterior a ele, José Ronaldo de Carvalho. O então prefeito Tarcísio Pimenta sofreu um revés lastimável para sua carreira política, pois o renomado médico feirense foi somente o 4º colocado no resultado geral das eleições, as quais o José Ronaldo venceu com soberania de mais de 65% dos votos.